# Primiano di Larino
San Primiano di Larino (... – Larino, 303) è stato un cristiano, martire sotto Diocleziano, venerato come santo dalla Chiesa cattolica; è patrono di Lesina e compatrono di Larino.

## Biografia
Secondo la leggenda agiografica, tre fratelli cristiani, Primiano, Firmiano e Casto, detti anche i santi martiri larinesi, vennero perseguitati in seguito all'editto di Diocleziano nel 303 e giustiziati nell'anfiteatro di Larino, o nell'anfiteatro di Lucera. I tre fratelli riuscirono però ad addomesticare i leoni, che li risparmiarono. Primiano venne successivamente decapitato presso il tempio di Marte a Larino il 15 maggio, i suoi fratelli il giorno successivo. Tuttavia un testo del XVII secolo anticipava la data del loro martirio al 28 aprile.

## Culto
San Primiano è il patrono di Lesina e viene festeggiato il 15 maggio con una festa con eventi pirotecnici e musicali, come anche a Larino, in provincia di Campobasso dove è compatrono insieme a San Pardo.
Nell'anno 842 Larino, luogo in cui Primiano venne martirizzato, fu invasa dai Saraceni e distrutta. Le spoglie dei santi Primiano e Firmiano giunsero a Lesina "involate" nell'842.
Tuttavia nel 1598, allorquando  Lesina fu colpita da un'inondazione, per ragioni di sicurezza le reliquie furono translate nella “cappella del Tesoro” della basilica della Santissima Annunziata Maggiore a Napoli, ove tuttora si trovano.
A San Primiano viene attribuita, dalla tradizione popolare, un'intercessione che placò la siccità all'inizio del XIX secolo. La storia racconta che, trovandosi in Lesina il nobiluomo larinese Don Giovanni Andrea Mammarella, egli si recò in chiesa per pregare il santo. Inginocchiatosi davanti alla statua di San Primiano, ne invocò l'aiuto affinché mettesse fine al clima arido che da mesi stava mettendo a dura prova la popolazione: di lì a poco venne a piovere, e il pericolo fu scongiurato.
A San Primiano è stata dedicata una chiesa sede di un'antica confraternita laicale che portava il suo nome.
Un'insigne reliquia del corpo di San Primiano si conserva in Acquaviva Collecroce.